# Gordon W. Semenoff
Gordon Walter Semenoff (* 11. Juli 1953 in Pincher Creek, Alberta) ist ein kanadischer theoretischer Physiker.
Semenoff studierte an der University of Alberta mit dem Bachelor-Abschluss 1976 und der Promotion 1981. Als Post-Doktorand war er am Center for Theoretical Physics des Massachusetts Institute of Technology. 1983 wurde er University Research Fellow an der University of British Columbia, an der er 1990 eine volle Professur erhielt.
1984/1985 und 2000 war er am Institute for Advanced Study, 1989 (Nordita Professor), 1999 und 2012 am Niels-Bohr-Institut in Kopenhagen (2012 als Velux Gastprofessor), 2001 und 2011 am Institut Henri Poincaré in Paris, 2005/06 am IHES und 2007 und 2012 am Isaac Newton Institute in Cambridge. 1986 war er Gastprofessor an der ETH Zürich und 1989 an der Universität Hokkaidō. Er war Gastwissenschaftler an der Universität Uppsala (bei Antti Niemi) und der Universität Tours (ebenfalls bei Niemi).
1983 entdeckte er mit Antti Juhani Niemi die quantenmechanische Paritätsverletzung (Paritätsanomalie) von Eichtheorien mit Fermionen in ungeraden Dimensionen der Raum-Zeit (und bei ungerader dualer Coxeterzahl der Eichgruppe). Unabhängig gelang das A. Norman Redlich. Von ihm stammen Pionierbeiträge zur Theorie des Graphens (elektronische Quasiteilchen-Anregungen als durch die Diracgleichung beschriebene effektiv masselose Fermionen), Beiträge zur thermischen Quantenfeldtheorie, zur Anwendung des Atiyah-Singer-Indexsatzes in der Quantenfeldtheorie (zur Erklärung gebrochenzahlige Fermionenzahlen topologischer Solitonen) und Dualitäten von Stringtheorien und stark gekoppelten Eichfeldtheorien sowie mit Quantengravitation.
2000 erhielt er den CAP-CRM Prize. Er ist Mitglied der Royal Society of Canada (2000) und Träger des Order of Canada (2012). 2012 erhielt er die Queen Elizabeth II Diamond Jubilee Medal und 1989 den Killam Research Prize und die Fellowship der Japan Society for the Promotion of Science. 2012 erhielt er den Lifetime Achievement Award der Canadian Association of Physicists. 2011 wurde er Ehrendoktor der University of Lethbridge.

## Schriften (Auswahl)
Außer die in den Fußnoten zitierten Arbeiten.
- mit A. J. Niemi: Finite Temperature Quantum Field Theory in Minkowski Space, Annals of Physics, Band 152, 1984, S. 105
- mit Antti Niemi: Thermodynamic Calculations in Relativistic Finite Temperature Quantum Field Theories, Nuclear Physics B, Band 230, 1984, S. 181
- Real Time Feynman Rules For Gauge Theories With Fermions At Finite Temperature And Density, Zeitschrift für Physik C, Band 29, 1985, S. 371
- mit Niemi: Quantum holonomy and the chiral gauge anomaly, Phys. Rev. Lett., Band 55, 1985, S. 927
- mit R. L. Kobes: Discontinuities of Green Functions in Field Theory at Finite Temperature and Density, Nuclear Physics B, Band 260, 1985, S. 714–746, Teil 2, Nucl. Phys. B, Band 272, 1986, S. 329–364
- mit Antti Niemi: Fermion Number Fractionization in Quantum Field Theory, Physics Reports, Band 135, 1986, S. 99
- Canonical quantum field theory with exotic statistics, Phys. Rev. Lett., Band 61, 1988, S. 517
- mit P. Sodano: Exotic spin and statistics in (2+ 1)-dimensional canonical quantum field theory, Nucl. Phys. B, Band 328, 1989, S. 753–776
- mit J. K. Erickson, K. Zarembo: Wilson loops in N=4 supersymmetric Yang-Mills theory, J.K. Erickson, Nuclear Physics B, Band 582, 2000, S. 155–175, Arxiv
- mit C. Kristjansen, J. Plefka, M. Staudacher: A New double scaling limit of N=4 super Yang-Mills theory and PP wave strings, Nuclear Physics B, Band 643, 2002, S. 3–30, Arxiv
- Lectures on the holographic duality of gauge fields and strings, Les Houches 2006, Arxiv